# Wilhelm I. (England)

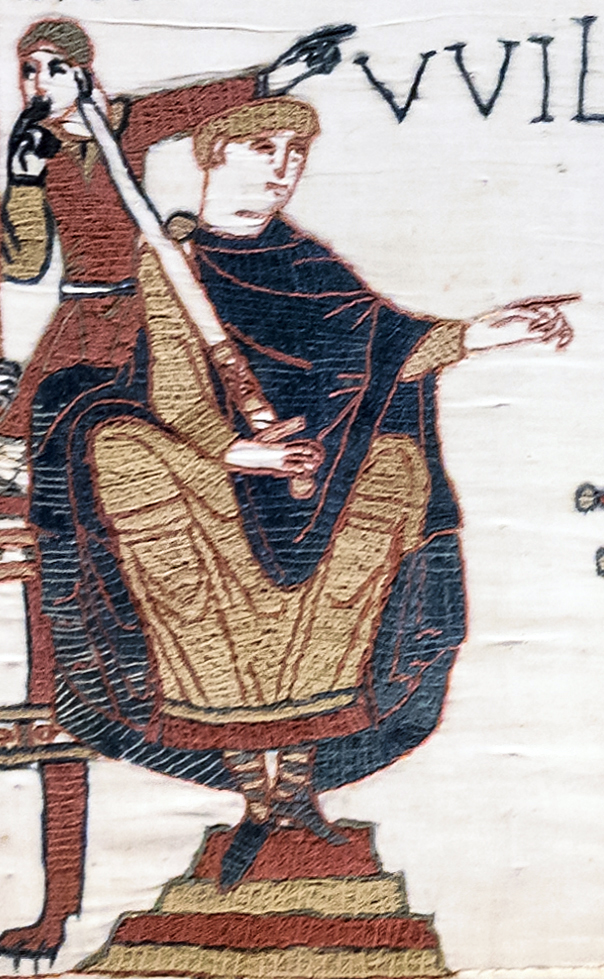
Wilhelm I. von England (Teppich von Bayeux)

Wilhelm der Eroberer (englisch William the Conqueror, normannisch Williame II, französisch Guillaume le Conquérant; vor der Eroberung Englands Wilhelm der Bastard genannt; * 1027/28 in Falaise, Normandie, Frankreich; † 9. September 1087 im Kloster Saint-Gervais bei Rouen, Normandie, Frankreich) war ab 1035 als Wilhelm II. Herzog der Normandie und regierte von 1066 bis 1087 als Wilhelm (später Wilhelm I.) auch das Königreich England.
Der romanisierte Normanne war der Stammvater der kurzlebigen normannischen Dynastie in England, die in männlicher Linie bereits 1135 mit seinem Sohn Heinrich I. (genannt „Beauclerc“) erlosch. Das von ihm erlassene Grundbuch Domesday Book dient teilweise selbst heute noch als Rechtsquelle, vor allem ist es eine überragende Quelle für die Wirtschafts- und Sozialgeschichte.

## Leben

### Herkunft

Das Wappen der Normandie, teilweise schon Wilhelm zugeschrieben, seit dem 12. Jh. überliefert

Wilhelm stammt aus der Dynastie der Rolloniden, die skandinavischer Herkunft war und seit 911 die Normandie beherrschte. Er war der Sohn des normannischen Herzogs Robert I. aus seiner Beziehung mit Herleva, der Tochter eines normannischen Lohgerbers namens Fulbert und dessen Frau Doda aus Falaise. Er stammte aus einer unter Wikingern gängigen (polygamen) Ehe „more danico“ (nach dänischer Sitte), wobei die Nachkommen als legitim angesehen wurden. Da diese „Ehe“ jedoch ohne kirchlichen Segen zustande gekommen war, wurde Wilhelm anfangs auch als „Wilhelm der Bastard“ („Guillaume le Bâtard“) bezeichnet.
Nach der Geburt der gemeinsamen Tochter Adelheid wurde Herleva um 1031 mit Roberts Freund und Gefolgsmann Vicomte Herluin de Conteville verheiratet. Aus der Ehe gingen vier Töchter und zwei Söhne hervor: Robert, späterer Graf von Mortain, und Odo, später Bischof von Bayeux.

### Unmündigkeit
1034 fasste Robert I. den Entschluss, auf Pilgerfahrt nach Jerusalem zu gehen. Um sein Reich für den Fall seines Todes in der Fremde zu sichern, überredete er die Feudalherren, Wilhelm als legitimen Nachkommen anzuerkennen. Sie schworen Wilhelm die Lehnstreue und den Gehorsam. „Wilhelm der Bastard“ (‚le Bâtard‘) begann seine normannische Herrschaft. Während der Abwesenheit seines Vaters wurde Wilhelms Herrschaft durch Getreue Roberts I. gestützt, die die Vormundschaft übernahmen. Dies waren Robert, Erzbischof von Rouen, ferner Graf Alan III. von Bretagne, Osborn, der Haushofmeister, sowie Turchetil, der paedagogus (Erzieher) des jungen Herzogs. Der bedeutendste unter ihnen war Erzbischof Robert, der als jüngerer Bruder von Herzog Richard II. – und damit Onkel von Robert I. – das Amt hätte beanspruchen können, es aber nicht tat. Kurz vor der Abreise Roberts I. hatte der französische König Heinrich I. seine Zustimmung zu der Nachfolgeregelung gegeben; vermutlich war Wilhelm an den Hof gereist, um ihm den königlichen Lehnseid zu leisten. Doch trotz alledem blieb Wilhelms Lage ungewiss; fast alle seine Beschützer kamen gewaltsam ums Leben.
1040 starb Alan III. unerwartet, worauf Gilbert sein Amt als Hauptvormund übernahm und einige Monate später umgebracht wurde. Fast gleichzeitig wurde Turchetil getötet. Osborn wurde in Vaudreuil bei einem Kampf im Schlafzimmer Wilhelms ermordet. Herlevas Bruder Walter schlief gewöhnlich bei seinem Neffen und musste oft mit dem Jungen fliehen. In der Normandie herrschte Aufruhr. Dass Wilhelm überhaupt seine Minderjährigkeit überlebte, war zum großen Teil der Politik des französischen Königs zu verdanken: Heinrich I. forderte bei Wilhelms Regierungsantritt seine Lehnsherrnrechte auf das Herzogtum, wofür er seine Unterstützung und Anerkennung für Roberts Nachfolgeregelung aussprach. Der König konnte das Vormundsrecht für das Kind eines verstorbenen Lehnsmannes fordern, wodurch er auch Verantwortung für dessen Sicherheit übernahm. Für die Dauer der Minderjährigkeit übte der König unmittelbare Rechte auf die Normandie aus.

### Heirat
Um 1049 wurde zwischen Wilhelm und Mathilde, der Tochter Balduins V., Graf von Flandern, und Enkelin Roberts II. von Frankreich, eine Heirat geplant. Diese Verbindung untersagte Leo IX. auf dem Konzil zu Reims im Oktober 1049, vermutlich wegen des zu nahen Verwandtschaftsgrades. Wilhelm und Mathilde waren Vetter und Base 4. Grades, da beide in direkter Linie von Rollo dem Wikinger abstammten. Die Heirat fand aber 1051 in Eu dennoch statt. Wilhelm brachte seine Frau sofort nach Rouen. Zunächst führte die Ehe jedoch zum Kirchenbann. Genehmigt wurde die Verbindung schließlich erst 1059 durch Papst Nikolaus II., nachdem dieser ein Bündnis mit Wilhelms Verwandten, den süditalienischen Normannenführern Richard von Capua und Robert Guiskard geschlossen hatte. Aus Dankbarkeit oder auch um den Papst günstig zu stimmen, stifteten die Eheleute je ein Kloster östlich und westlich der Burg in Caen: die Damen-Abtei (Abbaye-aux-Dames) und die Herren-Abtei (Abbaye-aux-hommes). Baubeginn für beide Abteien war 1066. Mathilde wurde in St.-Trinité in der Abbaye-aux-Dames bestattet.
Wilhelms Heirat mit Mathilde von Flandern ließ seine Macht in den Augen des Königs von Frankreich so bedrohlich werden, dass Heinrich seinen bisherigen Verbündeten fallen ließ und sich mit Gottfried von Anjou, Theobald III. von Blois (Theobald I. von Champagne) sowie aufständischen normannischen Baronen gegen ihn verbündete.

### Herzog der Normandie
Die Jahre 1047 bis 1060 waren von größter Bedeutung für die Geschichte der Normandie. Den Auftakt bildete ein Aufstand im Jahr 1047, der fast den Herzog gestürzt hätte. Darauf folgte eine zweite Krise, in der sich Wilhelm zwischen 1052 und 1054 nicht nur einem feindlichen Bündnis seiner eigenen Vasallen, sondern auch einem Bund der französischen Lehnsleute unter der Führung ihres Königs entgegenstellen musste. In diesen 14 Jahren befand sich der Herzog fast ununterbrochen im Kriegszustand. Nach 1054 entspannte sich die Lage. Wilhelm hatte sich aus der Abhängigkeit des französischen Königs befreit und den gemeinsamen Angriff von Paris und Anjou abgewehrt (Mortemer 1054, Varaville 1057). Er hatte sich als siegreich und entschlusskräftig erwiesen; seine Autorität war großteils auf die Erweiterung seiner Macht in der Niedernormandie zurückzuführen. Auch der Aufstieg und die dadurch gesteigerte Konkurrenz zum Hause Anjou waren ein neuer Faktor in der normannischen Politik.
Die Stärke der Normandie, wie sie sich unter Wilhelm entwickelte, war vor allem auf den Aufstieg einer neuen Aristokratie sowie ihren mit denen des Herzogs übereinstimmenden Interessen zu verdanken. Aber in großem Maße sollte sein Erfolg auch von der kirchlichen Erneuerung der Provinz abhängen, die er schon mit seinem Nachfolgeantritt begonnen hatte und die unter seiner Herrschaft immer mehr Bedeutung erlangte. Es gab eine klösterliche Erneuerung, die unter herzoglicher Gönnerschaft begann und sich selbständig fortsetzte, ebenso wie eine Reorganisation der normannischen Kirche, die von einer Gruppe mächtiger Bischöfe ausging. Während der Jahrzehnte vor der normannischen Eroberung war das Hauptziel, aristokratische und kirchliche Entwicklungen in unmittelbare Beziehungen zu setzen. Ein großer Vorteil waren die Rechte, die dem herzoglichen Amt durch Überlieferungen zukamen. So konnte Wilhelm im ganzen Herzogtum Gesetze erlassen und innerhalb gewisser Grenzen Recht sprechen. Er konnte Geld prägen, bestimmte Steuern erheben, und als „Herrscher über die Normandie“ hatte er – wenigstens theoretisch – eine Streitmacht zur Verfügung.
Mit zunehmendem Alter sah sich Wilhelm vor allem der Aufgabe gegenüber, inmitten einer sich wandelnden Gesellschaft die Rechte seiner Dynastie geltend zu machen und die Feudalaristokratie so weit wie möglich in die Verwaltungsmacht miteinzubeziehen. Hauptinstitutionen waren die Grafschaften und Vicomtés, die im 11. Jahrhundert unmittelbar mit dem Feudaladel zusammenhingen und für die herzogliche Verwaltung wesentlich waren.
Normannische Grafen traten erst Anfang des 11. Jahrhunderts auf den Plan, ihre Einsetzung war eine Erweiterung der herzoglichen Macht. All diese Männer entstammten dem herzoglichen Geschlecht, die Grafschaften befanden sich an strategischen Punkten, die einzige Gefahr bestand in der persönlichen Untreue eines Mitglieds der regierenden Familien gegen deren Oberhaupt. Problematischer waren dagegen die Vicomtés, die Erbbesitz der neuen Feudalgeschlechter geworden waren. Sie sollten als Stellvertreter des Grafen von Rouen Pflichten erfüllen, die zuvor in die Zuständigkeit des vizegräflichen Amtes fielen. Dies sollte zum Großteil den Erfolg von Wilhelms Verwaltung ausmachen. So gehörten zu ihren Aufgaben die Eintreibung und Entrichtung herzoglicher Gelder sowie die Vollstreckung der herzoglichen Gerichtsbarkeit, und ihre größte Verantwortung lag auf dem militärischen Gebiet.
Nach 1057, besonders aber zwischen 1060 und 1066, wurde das Herzogtum unter Wilhelm so stark, dass er bald einen Einfall in ein fremdes Land wagen konnte. Zudem hatte der Tod ihn schließlich von seinen beiden gefährlichsten Gegnern in Frankreich – Graf Gottfried und König Heinrich – befreit. 1066 befand sich der Hof im Wandel. Viele mächtige Beamte (z. B. der Haushofmeister, der Kellermeister und der Kämmerer) waren bereits fest etabliert und von weniger bedeutenden Beamten (Zeremonienmeister, zahlreichen Gerichtsdienern) umgeben. Es war ein Feudalhof, dessen Aufgabe es war, seinen Lehnsherrn in jeder Weise zu unterstützen. Die Eroberung Englands wurde durch das Wachsen der normannischen Macht und durch die Festigung des Herzogtums unter der Herrschaft Wilhelms vorbereitet und ermöglicht. Eine enge politische Bindung zwischen der Normandie und England bildete einen Teil des Erbes.

### England vor der normannischen Eroberung
Nachdem Æthelred II. im Jahre 1002 in zweiter Ehe Emma, die Tochter Herzog Richards I. von der Normandie, geheiratet hatte, kamen die Normannen ins Spiel, die seit 911 rechtmäßig belehnt in Nord-Frankreich saßen, dort in kurzer Zeit christianisiert und in Sitte und Sprache romanisiert worden waren. Der abgesetzte Æthelred starb 1016. Eine dänische Flotte unter Knut dem Großen, dem zweiten Sohn des dänischen Königs Sven Gabelbart, der 1014 schon vom Witan – einer Zusammenkunft der mächtigsten geistlichen und weltlichen Würdenträger – zum englischen König ausgerufen worden war, drang die Themse aufwärts gegen London vor. Æthelreds Sohn Edmund Ironside vermochte nicht, das uneinige englische Heer angesichts des Feindes zusammenzuhalten. Als auch er im November des Jahres starb, beugte sich England dem – nun vom Witan gewählten – König Knut, welcher nun bis 1035 über ein Nordseereich herrschte. Knut der Große gab England zum letzten Mal vor der normannischen Eroberung eine gefestigte Herrschaftsordnung.

### Ansprüche auf den englischen Thron

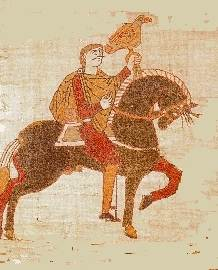
Harold Godwinson – Darstellung auf dem Teppich von Bayeux

Seit 1042 herrschte der angelsächsische König Eduard der Bekenner über England. Vor seiner Krönung verbrachte er mehrere Jahre im Herzogtum Normandie, dessen Strukturen er als Vorbild ansah. Um England eine ähnliche Verwaltung zu geben, errichtete er ebenfalls eine Zentralverwaltung und besetzte zahlreiche wichtige Positionen mit Normannen. Im Jahr 1050 kam es daher zu einem Aufstand der angelsächsischen Adligen unter der Führung Godwins von Wessex, Eduards Schwiegervater. Eduard konnte den Aufstand niederschlagen und verwies 1051 die Rädelsführer des Landes.
In diese Zeit fällt der Besuch Wilhelms bei Eduard, dessen Vater ein Cousin von Wilhelm war. Da Eduard selbst keine Kinder hatte, soll ihm dieser bei dieser Gelegenheit Versprechungen gemacht haben, dass Wilhelm sein Nachfolger auf dem Thron von England werden solle. 1052 kehrte die Familie Godwins mit Armeen zurück, und Eduard musste sie wieder in den alten Stand einsetzen. Als 1053 Godwin bei einem Essen mit Eduard starb, folgte ihm sein Sohn Harold Godwinson als mächtigster englischer Herzog nach.
Im Jahr 1064 wurde Harold von Eduard über den Kanal zu Wilhelm geschickt und erlitt dabei einen harten Schiffbruch, bei dem fünf seiner Männer starben. Er wurde in Beaurain von Graf Guy de Ponthieu gefangen genommen. Als Wilhelm davon erfuhr, befreite er Harold aus den Händen des Grafen, nahm ihm den Treueeid ab und zog mit ihm gemeinsam in einen siegreichen Feldzug. Wilhelm sicherte sich so nicht nur die Zusage des aktuellen Herrschers über die Thronfolge, sondern verpflichtete auch seinen härtesten Konkurrenten um den Thron zum Gehorsam. Harold freilich sah diesen Eid als nicht bindend, war er doch seiner Ansicht nach in Gefangenschaft unter Zwang abgegeben worden.

## Die normannische Zeit in England

### Tod des letzten angelsächsischen Königs
Am 5. Januar 1066 starb Eduard der Bekenner. Da er keine Nachkommen hinterließ, war abzusehen, dass die Thronfolge in kriegerischen Handlungen geklärt werden würde, in denen Wilhelm eine wesentliche Rolle spielen sollte. Zu den Handelnden gehörten außerdem Harold Godwinson, dessen Bruder Graf Tostig von Northumbria und König Harald Hardråde von Norwegen. Harold Godwinson wurde vom Witenagemot zum neuen König erkoren und direkt im Anschluss an Eduards Beerdigung in der Westminster Abbey zum König gekrönt. Wilhelm jedoch bestand darauf, dass Eduard ihn bereits zu seinem Nachfolger bestimmt habe. Die Machtergreifung Harolds sah er daher als persönliche Beleidigung und politische Herausforderung an. Er war sich bewusst, dass seine Ansprüche nur mit Gewalt durchzusetzen waren.

### Kampf um den Thron
In der ersten Hälfte des Jahres 1066 sicherte er sich die Unterstützung seiner Vasallen (siehe auch Begleiter Wilhelms des Eroberers) und förderte Entzweiungen zwischen Rivalen. Er wandte sich mit Erfolg an die öffentliche Meinung Europas und traf wichtige Vorbereitungen zur Heeresrüstung. Da es gefährlich war, das Herzogtum ohne Herrscher und den Großteil der Streitmacht zurückzulassen, ergriff Wilhelm besondere Maßnahmen zur Sicherung. Seine Frau Mathilde und ihr Sohn Robert bekamen für die Zeit seiner Abwesenheit besondere Verantwortung, und Robert wurde auf einer Versammlung der Feudalherren feierlich als Erbe des Herzogtums eingesetzt. Die wichtigsten Männer der Normandie leisteten ihm den Treueeid. Zudem wurden bewährte Mitglieder des neuen Adels unmittelbar mit der Verwaltung der Normandie beauftragt. Im Frühjahr 1066 wurde mit dem Bau von Schiffen begonnen, bereits im Mai wurden die neuen Schiffe in der Flussmündung der Dives zusammengezogen, wo die Arbeiten fortliefen und wohl frühestens im August abgeschlossen wurden.
Anfang Mai 1066 unternahm Tostig den Versuch, mit Waffengewalt aus der Verbannung nach England zurückzukehren. Er verwüstete die Isle of Wight und besetzte anschließend Sandwich, wo er Seeleute in seinen Dienst nahm und mit 60 Schiffen an der Ostküste bis zur Mündung des Humber segelte. Als er in Lincolnshire auf Raubzug ging, wurde sein Heer durch den Grafen Edwin von Mercia vernichtet. Die Überlebenden flüchteten, Tostig segelte mit den verbliebenen zwölf Schiffen nordwärts und suchte Zuflucht bei König Malcolm von Schottland, mit dem er ein Bündnis geschlossen hatte. Harold Godwinson begab sich zur Insel Wight, um die Südküste gegen den normannischen Herzog zu rüsten. Es war bekannt, dass Harald Hardråde eine Invasion vorbereitete und mit Tostig in Verbindung stand, der in Schottland wartete, doch Harolds Aufmerksamkeit galt vor allem Wilhelm.
Wilhelms mächtige Vasallen versammelten sich mit ihren im Kriegsdienst stehenden Pächtern, um den Heereskern zu bilden, wozu aus anderen Regionen – darunter Maine, der Bretagne, dem Poitou und Flandern – Freiwillige herbeiströmten; das Heer wird zwischen 5.000 und 10.000 Mann stark gewesen sein. Größtenteils waren es Söldner und deswegen war es Wilhelms dringlichste Aufgabe, aus dieser gemischten Truppe eine disziplinierte Streitmacht zu machen.
Am 12. August war die Flotte startklar, und, nur durch den schmalen Kanal getrennt, standen sich die Rivalen gegenüber. Beide, Wilhelm und Harold, hatten gleichgeartete Probleme. Insbesondere war da die Unterhaltung eines großen Heeres über die Vorbereitungszeit, ohne dass es die Umgebung verwüstete, in der es einquartiert wurde. Wilhelm untersagte jegliche Form der Plünderung und versorgte seine Truppen großzügig, was Harold nicht schaffte, und nach Wochen des Wartens wurde klar, dass er sein Heer nicht länger versorgen oder zusammenhalten konnte. Harolds Heer begann sich am 8. September 1066 aufzulösen, er selbst zog sich mit seinen housecarls nach London zurück. Die Schiffe sollten ebenfalls in die Hauptstadt zurückkehren, und viele gingen auf der Reise dorthin unter. Die Südküste war nun unverteidigt, worauf Wilhelm mit seiner Flotte zur Mündung der Somme segelte. Nachdem sie unterwegs einige Schäden erlitten hatten, kamen sie in Saint-Valery-sur-Somme an, wo Reparaturen durchgeführt wurden und man nur noch auf günstigen Wind wartete, um lossegeln zu können.
Innerhalb der Wartezeit änderte sich die Lage. Harald Hardråde begann seinen Angriff auf England. Der norwegische König traf mit 300 Schiffen am Fluss Tyne ein, wo Tostig zu ihm stieß. Gemeinsam stießen sie bis zum 18. September bis zur Mündung des Humber vor, landeten bei Riccal und zogen nach York.
Am 20. September 1066 fand bei Fulford die erste der drei großen Schlachten des Jahres 1066 um den englischen Thron statt. Harald Hardråde siegte über die wenigen den Norden verteidigenden Engländer. Das nur wenige Kilometer von Fulford entfernte York empfing ihn begeistert, und nachdem er Anordnungen für die Stadt getroffen hatte, zog er sich mit seinen Truppen zu den Schiffen zurück. Harold Godwinson brach sofort mit seinem gesamten Heer nach Norden auf. In Stamford am Derwent traf er in der Schlacht von Stamford Bridge auf den norwegischen Feind und griff sofort an. Harold siegte, Hardråde und Tostig kamen in der Schlacht um. Nun war die Frage, ob er rechtzeitig in den Süden gelangen konnte, um der bevorstehenden Landung Wilhelms entgegenzutreten. Harold ließ seine erschöpften Truppen nach der Schlacht zwei Tage in York verschnaufen. In dieser Zeit kam günstiger Wind auf, und Wilhelm schiffte hastig seine Truppen ein. Am 27. September stachen sie in See, am Morgen des 28. September landeten sie bei Pevensey, wo sie kaum Widerstand erwartete. Die alte römische Festung wurde mit einem inneren Wall versehen, und Wilhelm versuchte, die Gegebenheiten der Küste zu seinem Vorteil zu nutzen. Wichtig war es, die Verbindung zu seinen Schiffen aufrechtzuerhalten.

### Schlacht bei Hastings
Hastings besaß einen hervorragenden Hafen, der Wilhelm als Anlegeplatz dienen konnte, und lag zudem damals an der Basis einer kleinen Halbinsel, die von einer Deckungstruppe verteidigt werden konnte, falls er sein Heer wieder einschiffen musste. So verlegte Wilhelm Truppen und Schiffe nach Hastings, errichtete innerhalb der Stadt eine Festung und wartete ab. Er verwüstete das umliegende Land, um seine Feinde zum Angriff zu reizen, bevor seine Hilfsmittel erschöpft waren.

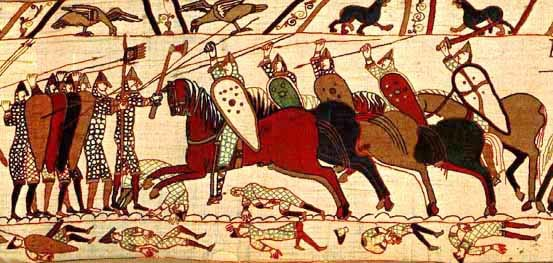
Ein Ausschnitt aus dem Teppich von Bayeux, der die Schlacht bei Hastings zeigt.

Harold zog am 11. Oktober mit seinem Heer (überwiegend Fußvolk) südwärts nach Hastings. Er war mit dem Großteil seiner Streitmacht nach Norden gekommen, war aber auf seinem Weg nach Süden in so großer Eile gewesen, dass er einen Teil seiner Infanterie und Bogenschützen hatte zurücklassen müssen. Anscheinend wollte er die Taktik der Schlacht bei Stamford Bridge wiederholen, Wilhelm überraschen und von seinen Schiffen abschneiden, was aufgrund der Erschöpfung seiner Truppen aber nicht mehr möglich war. Er bezog in der Nähe von Battle Stellung. Als Wilhelm davon erfuhr, sah er seine Chance, marschierte auf Battle und griff sofort an. Harolds Truppen lagen auf einem Hügel, eine starke Position, gegen die Wilhelm vorrücken musste, zudem war sein Heer etwas schwächer. Aber der Vorteil waren der größere Anteil an Berufskriegern und ein stärkeres Kontingent Bogenschützen. Wilhelm gewann die Schlacht, Harold wurde getötet. Nach seinem Sieg kehrte er nach Hastings zurück und ließ seine Truppen rasten. Fünf Tage später erfolgte der Aufbruch.
Ende Oktober gerieten die Truppen ins Stocken, ein Aufenthalt, der fünf Wochen dauerte und während dessen sich die Versorgung äußerst schwierig gestaltete und die Ruhr ausbrach. Die Pause brachte auch Vorteile, denn die Nachricht von der Schlacht verbreitete sich, und die Gebiete von Kent begannen sich nacheinander zu ergeben. Es kam aber noch besser für Wilhelm, denn Winchester, die alte Hauptstadt der westsächsischen Könige, Mitgift Ediths, der Witwe des Bekenners, bot ihre Unterwerfung an. So konnte sich Wilhelm Ende November als Herr über Südostengland betrachten. Sussex, Kent und ein Teil von Hampshire befanden sich unter seiner Herrschaft. Die Haltung des Nordens und Londons war dagegen noch nicht geklärt. London war der Knotenpunkt, der die Verbindungswege des Landes zu Themse und Meer beherrschte, war aber zu groß, als dass die Stadt hätte im Sturm genommen werden können. Wilhelm entschloss sich daher, die Stadt zu isolieren. Nachdem er Southwark angezündet hatte, zog er westwärts, verwüstete das nördliche Hampshire und fiel in Berkshire ein. Von dort aus ging es nach Norden, und die Runde schließend erreichte er schließlich Berkhampstead.
Nun kamen die hohen Herren des Landes zu ihm und unterwarfen sich, womit nur noch die normannischen Feudalherren zu seiner Thronbesteigung einwilligen mussten, was sie auch taten, und er konnte mit den wichtigsten Männern der Normandie und Englands nach London vorstoßen. Wenige Tage vor Weihnachten zog er in seine neue Hauptstadt ein und traf sofort Vorkehrungen für seine Krönung.

## Wilhelm I. der Eroberer (1066–1087)

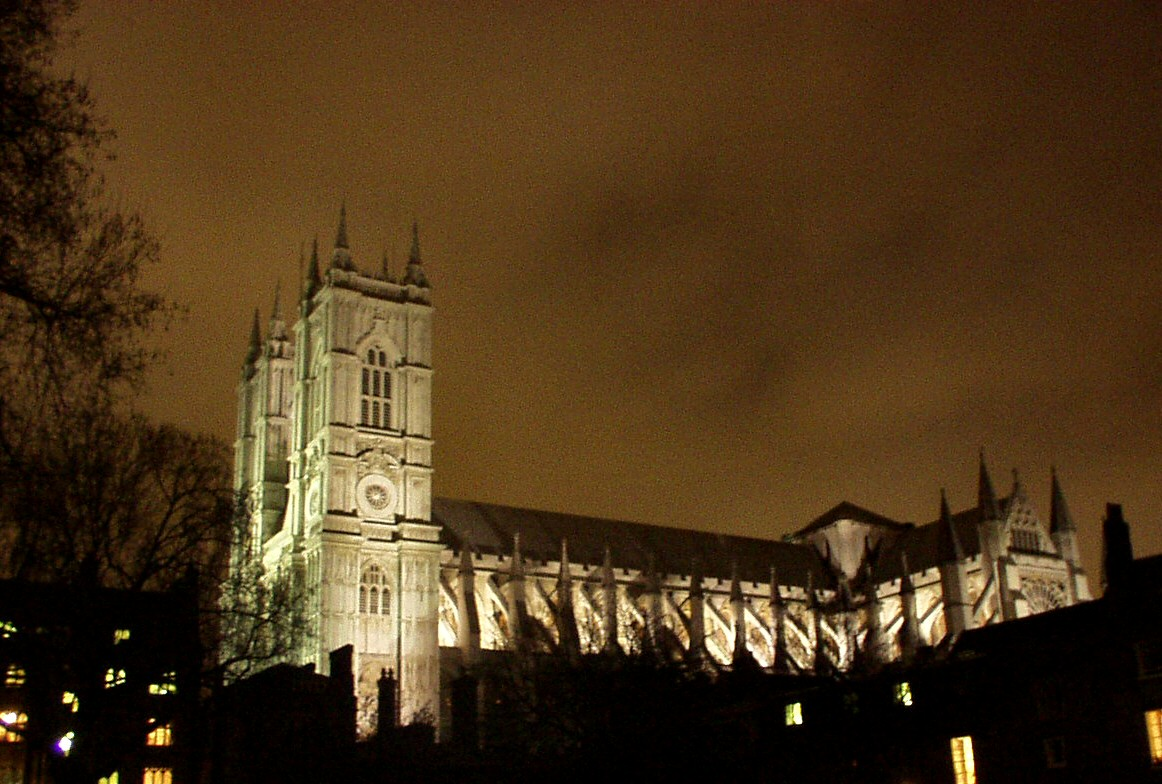
Westminster Abbey vom Dean’s Yard. Das Foto zeigt den Nachfolgebau der Kathedrale Eduards des Bekenners.

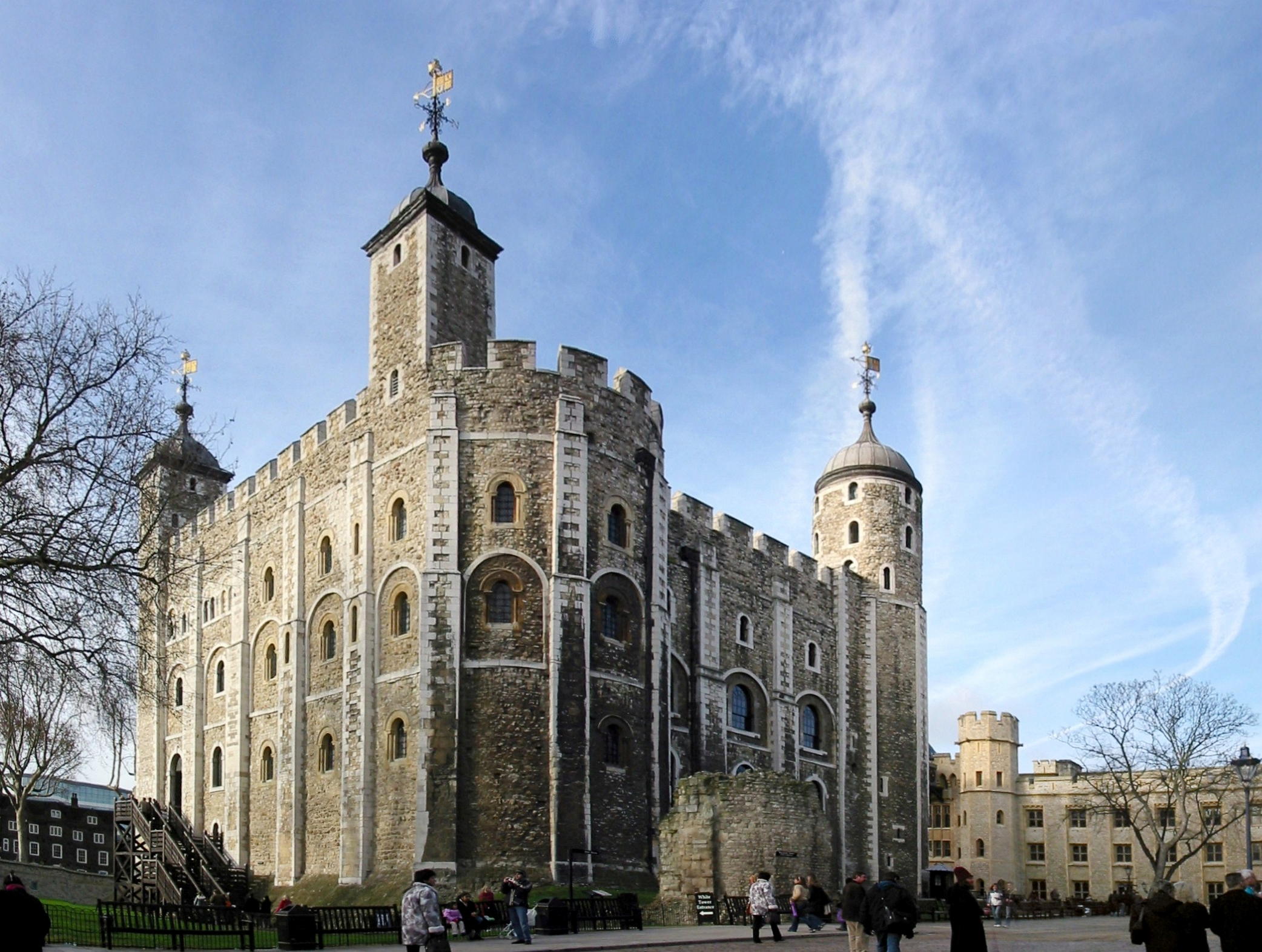
Der White Tower, Grundstein der gesamten Festung

Am Weihnachtstag 1066 wurde Wilhelm, Herzog der Normandie, in der Westminsterabtei nach altem englischem Brauch zum König der Engländer gekrönt. Wilhelm übernahm die Rechte und Pflichten eines altenglischen Königs und konnte, obwohl er nur Teile des Landes in Besitz genommen hatte, ganz England den Landfrieden verkünden. Der neue König (nun „der Eroberer“ genannt) ließ an der Themse drei Festungen errichten (Tower of London, Baynard’s Castle und Montfitchet Castle), um die Stadt vor weiteren Angriffen der Wikinger zu schützen sowie mögliche Aufstände der Einheimischen zu verhindern.
Um die Hauptstadt überwachen zu können, zog er mit seinem Heer nach Barking, was die Einkreisung Londons komplettierte. In das Kloster Barking berief er eine Versammlung englischer Feudalherren ein, von denen er Anerkennung und Unterwerfung forderte und im Gegenzug gnädige Herrschaft versprach. Anfang März war seine Macht so gesichert, dass er in die Normandie zurückkehren konnte. England vertraute er einigen treuen normannischen Feudalherren an. William Fitz Osbern wurde in Norwich (vielleicht Winchester) eingesetzt, Bischof Odo von Bayeux wurde mit der Festung Dover und dem Gebiet Kent betraut. Wilhelm führte auf seiner Heimreise eine große Gruppe der wichtigsten Männer Englands als Geiseln mit.

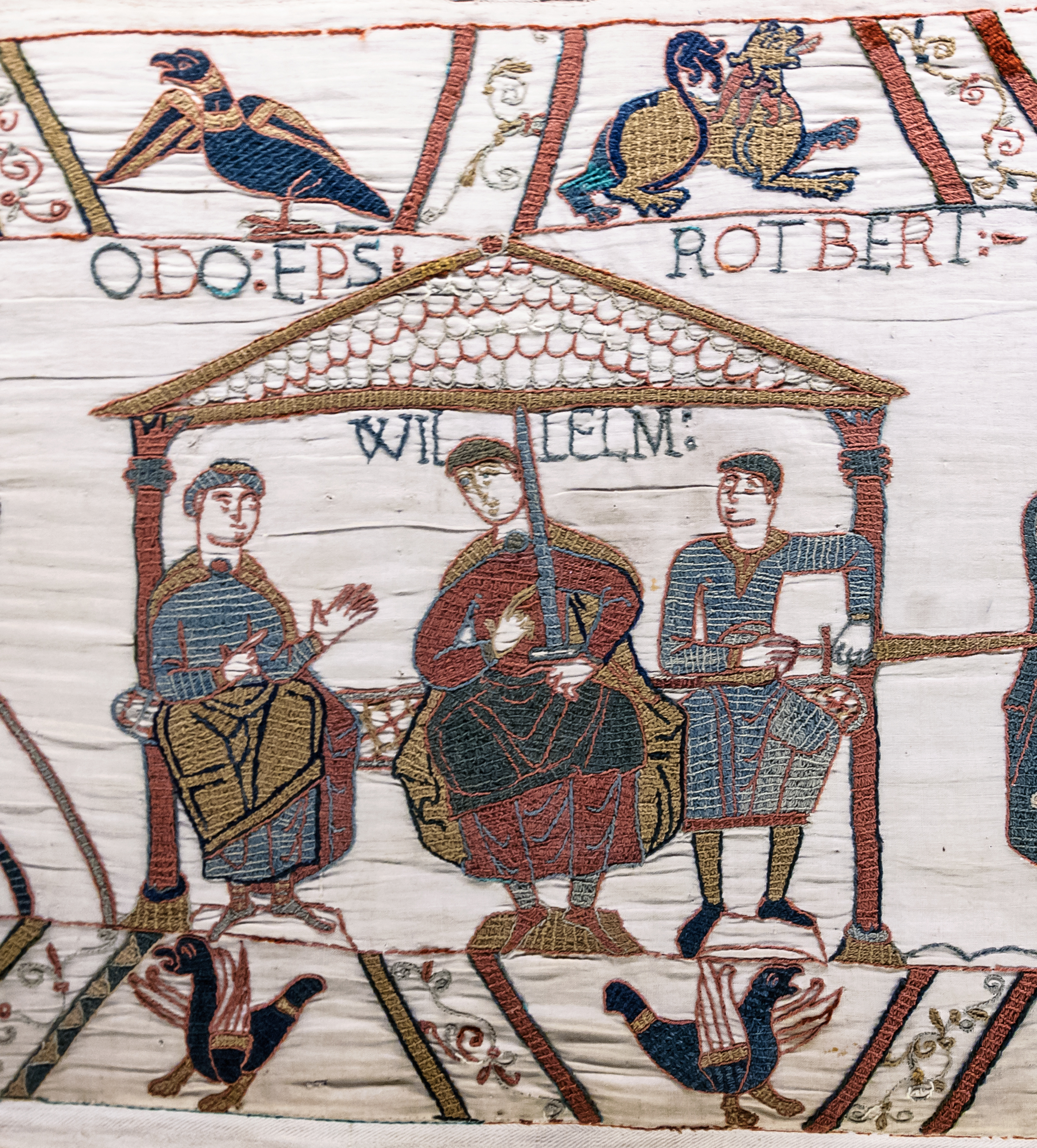
Wilhelm der Eroberer auf dem Teppich von Bayeux, links und rechts seine Halbbrüder Odo von Bayeux und Robert (um 1070)

In der Normandie wurde er mit großer Begeisterung empfangen. In Frankreich, Maine und der Bretagne herrschte dagegen Unruhe, denn die französische Monarchie war ihrem mächtigsten Vasallen nicht wohlgesinnt. In England stand bislang lediglich ein Teil unter normannischer Herrschaft, und jenseits der schwammigen englischen Grenzen saßen aufmerksam die walisischen Fürsten und der schottische König. Dazu kam noch der Widerstand Skandinaviens, das England nicht ohne weiteres aufgeben wollte.
So musste die Entscheidung von 1066 noch bestätigt werden. Wichtig war es, die normannische Macht und die Vormachtstellung des Herzogtums aufrechtzuerhalten und die Eroberung Englands abzuschließen. Zusätzlich musste das anglo-normannische Reich der skandinavischen Bedrohung standhalten. Wilhelm nahm die Aufgabe in Angriff. Ab Ende 1067 bis 1072 war er überwiegend mit der Unterdrückung englischer Aufstände und der Sicherung seiner Macht beschäftigt. 1072 verordnete er die Bischofssitze Englands in befestigte Städte zu verlegen. Zwischen 1073 und 1085 verbrachte er die meiste Zeit in der Normandie, musste aber skandinavische Angriffe abwehren (1069, 1070, 1075). 1085 kehrte der Eroberer wegen eines weiteren, sehr bedrohlichen Angriffs nach England zurück. Ostern 1086 feierte Wilhelm in Winchester und hielt zu Pfingsten in Westminster großen Hof, wo auch schon im Jahre 1068 seine Ehefrau Mathilde feierlich zur Königin gekrönt wurde.
1069 hatte Wilhelm fast ganz England südlich des Humber unter seine Herrschaft gebracht. Im Sommer des Jahres verstärkte sich jedoch der skandinavische Widerstand; ein starkes skandinavisches Heer befand sich in England und wurde durch eine beträchtliche Armee mächtiger sächsischer Feudalherren verstärkt. Die sich schnell verbreitende Nachricht brachte weitere Aufstände, doch der Kern der Gefahr lag im Norden. Wilhelm handelte schnell. Er begab sich sofort nach Axholme, worauf die Dänen wieder über den Humber nach Yorkshire zogen. Wilhelm ließ die Grafen von Mortain und Eu in Lindsey zurück und zog selber westwärts. Er unterdrückte ohne Schwierigkeiten die unter Edric dem Wilden und den walisischen Fürsten ausgebrochene Rebellion und zog anschließend weiter nach Lincolnshire, wo er Bischof Geoffrey von Coutances zurückließ, um den Aufstand in Dorset niederzuschlagen.
Als er in Nottingham eintraf, erreichte ihn eine Nachricht, nach der die Dänen York erneut besetzen wollten, worauf er sich gleich nach Norden wandte. Er rückte auf die Hauptstadt zu, worauf sich die Dänen wieder zurückzogen. Unterwegs verwüstete er unbarmherzig das Land. In York traf er kurz vor Weihnachten ein. Die normannischen Truppen teilten sich in kleine Gruppen und verwüsteten systematisch Yorkshire. Danach ging es schnell weiter nach Westen, wo es mühsamer war, den Aufstand zu unterdrücken. Er erreichte Chester, bevor seine Feinde kampfbereit waren, besetzte die Stadt und errichtete hier und in Stafford eine Burg.

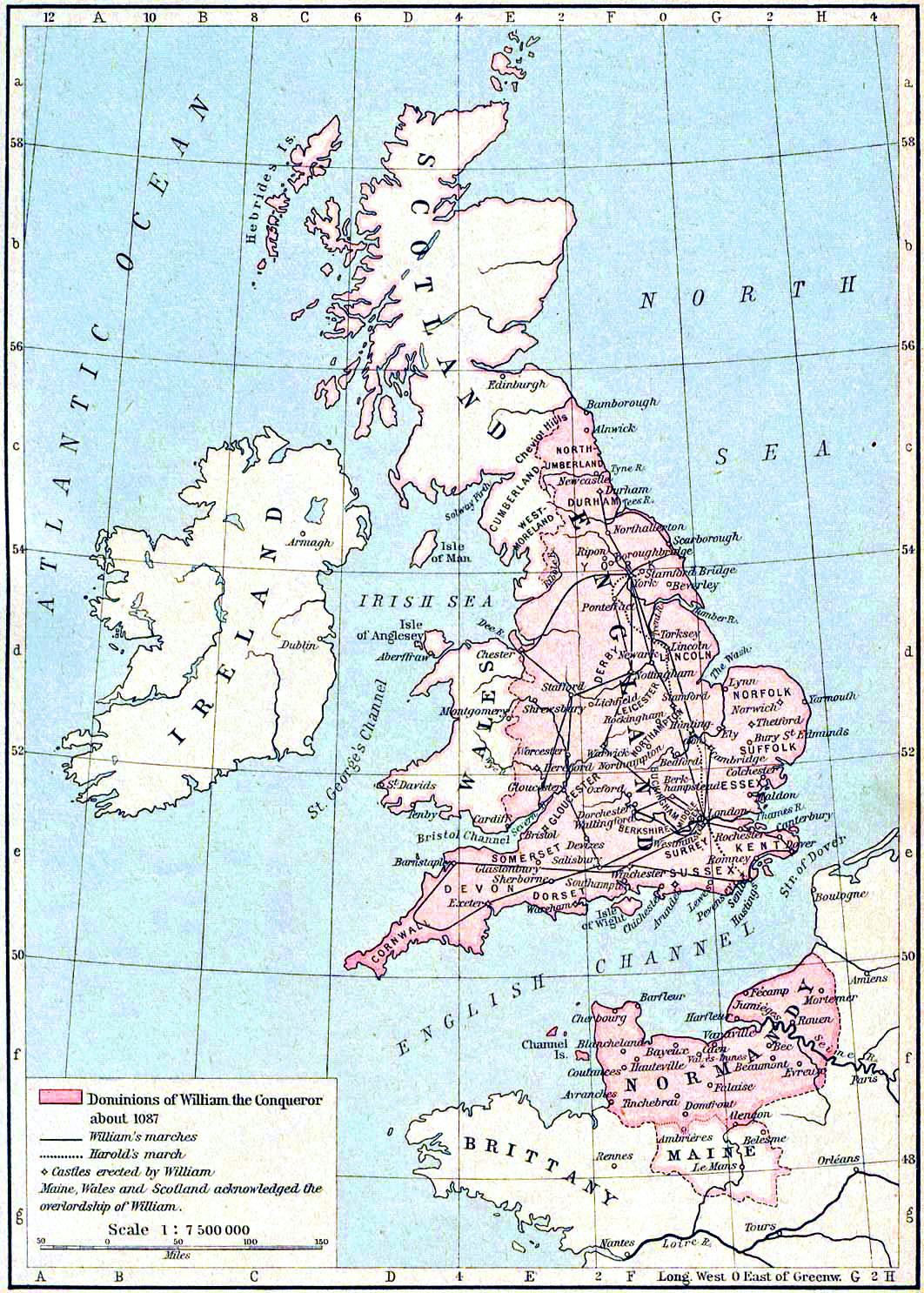
Herrschaftsgebiet von Wilhelm dem Eroberer um 1087

Der Widerstand war gebrochen, und die dänische Flotte verließ angesichts der Niederlage ihrer englischen Verbündeten den Humber. Wilhelm zog wieder nach Süden und erreichte Winchester noch vor Ostern. Die erste Rebellion hatte das normannische Regime in England überlebt, die wichtigsten englischen Städte hatten sich unterworfen, der Norden war besiegt und die Fenland-Rebellion unterdrückt worden. Anfang 1073 befand sich Wilhelm an der Spitze eines Heeres, das von England in die Normandie übersetzte. Seine Opposition hier war inzwischen derart organisiert und stark, dass er den größten Teil seiner Zeit in der Normandie verbringen musste. 1074 begannen seine Gegner zu beiden Seiten des Kanals gemeinsam zu handeln. Edgar Ætheling, Enkel des angelsächsischen Königs Edmund II., kehrte aus Flandern nach Schottland zurück, und der französische König erkannte sofort, dass er als Mittelpunkt eines kontra-normannischen Bündnisses eingesetzt werden konnte. Wilhelm empfand die Bedrohung als so groß, dass er mit Edgar Ætheling verhandelte und einwilligte, ihn wieder an seinem Hof aufzunehmen.

### Aufstand in der Normandie
König Philipp I. von Frankreich musste ein anderes Widerstandszentrum etablieren. Das geschah schließlich in der Bretagne. Dort entwickelte sich zwischen 1075 und 1077 eine Politik, die englische, französische und skandinavische Feinde Wilhelms einige Zeit verbündete. Robert, Wilhelms Sohn, hatte sich bis dahin als treu zu seinem Vater erwiesen. 1078 ließ er sich von den Schmeicheleien seiner Gefährten überreden und bat seinen Vater, ihm die unabhängige Gewalt über die Normandie und Maine zu übertragen.
Da zu diesem Zeitpunkt jedoch eine Spaltung des anglo-normannischen Reiches gefährlich gewesen wäre, schreckte Wilhelm vor einer unüberlegten Handlung zurück. Schließlich war er gezwungen, einen Streit zu ersticken, der unter den Anhängern Roberts und denen seiner beiden anderen Söhne Wilhelm und Heinrich ausgebrochen war. Es kam zum offenen Bruch, Robert verließ sofort den Hof seines Vaters und versuchte, mit einem großen Gefolge die Stadt Rouen in seinen Besitz zu bringen, die dem Angriff aber standhielt. Wilhelm konterte sofort, befahl die Gefangennahme der Aufständischen und drohte ihnen mit Enteignung. Robert und viele seiner Anhänger flohen aus der Normandie. Dies war Philipps lang ersehnte Gelegenheit.
Aus Frankreich, der Bretagne, Maine und Anjou wurden Truppenkontingente zu Robert geschickt. Wilhelm griff die in Rémalard versammelten Aufständischen unverzüglich an, worauf diese sich zurückzogen und in der Burg Gerberoy, die Philipp ihnen zur Verfügung gestellt hatte, verschanzten. Robert erhielt neuen Zuspruch aus der Normandie, und auch viele Ritter aus Frankreich schlossen sich ihm an. Die Belagerung der Festung dauerte drei Wochen, ehe die Belagerten einen Ausbruchsversuch wagten, der unerwartet Erfolg hatte.
Robert blieb als Sieger zurück, Wilhelm kehrte nach Rouen zurück und sah sich genötigt zu verhandeln. Die Versöhnung von Vater und Sohn fand im März oder April 1080 statt, aber Wilhelms Einfluss auf seinen Sohn war wesentlich geschwächt. Die Nachricht dieser Niederlage veranlasste König Malcolm von Schottland zum Angriff. Vom 15. August bis zum 8. September 1079 verwüstete er das ganze Gebiet vom Tweed bis zum Tees, was ihm reiche Beute brachte. Dass er einige Zeit ungestraft blieb, stärkte die Opposition in Northumbria.
Im Frühjahr 1080 brach ein Aufstand aus, der alle Normannen im Norden bedrohte und in der Ermordung des Bischofs Walcher und seines Gefolges seinen Höhepunkt fand. Wilhelm war noch in der Normandie, aber Odo von Bayeux wurde zur Strafexpedition nach Norden geschickt. Im selben Jahr zog Robert mit einem Heer nach Schottland und zwang Malcolm zu einem Vertrag. Danach wandte er sich nach Süden und errichtete in Newcastle eine Festung; das Land nördlich des Tyne war immer noch umstrittenes Gebiet.
Wales bereitete Wilhelm im Laufe seiner Herrschaft nur wenige Schwierigkeiten, mit Schottland war es anders. Während seiner Regierungszeit war der Norden eine ständige Bedrohung, und es bestand zu den Angriffen auf seine Besitzungen in Frankreich immer eine gewisse Beziehung. 1081 unternahm Graf Fulko IV. von Anjou einen von Maine ausgehenden Angriff auf die Normandie. Unterstützt wurde er durch Graf Hoël II. von der Bretagne. So musste Wilhelm wieder über den Kanal setzen und marschierte mit einem großen Heer gegen Maine. Die Kirche schaltete sich ein, und so kam es zu einem Vertrag zwischen dem König und dem Grafen – trotzdem brodelte es in Maine immer weiter.
Zur selben Zeit wurde die Stellung Wilhelms aber auch aus den Reihen seiner eigenen Familie bedroht. 1082 kam es zum Streit zwischen Wilhelm und seinem Halbbruder Odo von Bayeux. Wilhelm ließ Odo einsperren. Die Gründe sind ungeklärt, aber vermutlich strebte Odo nach der Papstkrone und versuchte, wichtige Vasallen des Königs zu einem Unternehmen in Italien zu überreden. Wahrscheinlich wurde er bis zum Tod Wilhelms 1087 gefangen gehalten, aber nicht enteignet, denn im Domesday Book erscheint er weiterhin als größter Landbesitzer neben dem König. Odos Abtrünnigkeit war eine große Gefahr.
1083 rebellierte Robert zum zweiten Mal und verließ das Herzogtum. Vier Jahre verschwand er aus dem Geschichtskreis; was er tat ist fraglich, er blieb aber ein wichtiger Mittelsmann des französischen Königs, der ihm volle Unterstützung gewährte. Die beiden wichtigsten Mitglieder der Familie hatten sich öffentlich gegen Wilhelm gestellt. Gegen Ende des Jahres traf es ihn besonders hart, denn seine Frau Mathilde starb am 2. November 1083.

### Letzte Aufstände
Der Anfang der Krise wurde in der angelsächsischen Chronik mit 1085 datiert. Knut IV. der Heilige erneuerte die skandinavischen Ansprüche auf England. In Frankreich unterstützte Philipp weiterhin Robert, der immer noch in Opposition mit seinem Vater stand.
Odo, obwohl noch in Gefangenschaft, konnte die englischen und normannischen Untertanen Wilhelms zum Verrat aufhetzen. Malcolm stand als Feind an der schottischen Grenze und Fulko von Anjou war bereit, die Lage zu nutzen. Dieser Bedrohung musste Wilhelm trotzen, wozu der persönliche Kummer kam. Wilhelm alterte schnell und hatte erst kürzlich seine Frau verloren, die er sehr geliebt haben soll. Er konnte sich nur auf wenige Familienmitglieder verlassen, seine Gesundheit hatte sich verschlechtert, er wurde ständig beleibter.
Die Energie, mit der er seinen Feinden entgegentrat, zeigt seine bemerkenswerte Entschlossenheit und Willensstärke. Als er von der drohenden Invasion Knuts erfuhr, handelte er schnell und entschlossen: Er ließ Küstengebiete Englands verwüsten. Diese Tat entzog den Nordmännern, die sich durch Plünderung aus dem Umland versorgten, die Möglichkeit ungestört an der Küste ihre Kräfte zu sammeln. Stattdessen mussten sie sich darauf einstellen, ihre gesamte Armee ohne Versorgung mehrere Tage marschieren zu lassen, bis wieder Aussicht auf unversehrte Dörfer und damit eine Versorgung mit Nahrungsmitteln bestand.
Die Verteidigung der Normandie überließ er anderen, er selbst überquerte mit einem aus Fußvolk und Reiterei zusammengestellten Heer – das größte, das er jemals mitführte – den Kanal. Er verteilte sein Heer über die Güter seiner Lehnsleute und befahl ihnen, diese Abteilungen nach Umfang ihrer Ländereien zu verpflegen. Diese Kombination aus „verbrannter Erde“ im Küstengebiet und im Inland bereitstehenden Truppen vereitelte die Invasion zunächst. Die Nordmänner zogen unverrichteter Dinge wieder ab.
Weihnachten 1085 war er in Gloucester, um Hof zu halten, und beriet sich mit seinen Ratgebern, worauf die Entstehung des Domesday Book folgte. Anschließend zog Wilhelm durch das südliche England, zu Ostern 1086 war er in Winchester und zu Pfingsten in Westminster, wo er seinen Sohn Heinrich zum Ritter schlug. Knut hatte derweil im Limfjord ein großes Heer und eine mächtige Flotte zusammengezogen, stieß jedoch während der Vorbereitungszeit bei seinen Untertanen auf Widerstand und Unzufriedenheit. In den folgenden Unruhen wurde er gefangen genommen und im Juli 1086 in Odense ermordet. Damit war der Feldzug beendet, bevor er richtig begonnen hatte, und die unmittelbare skandinavische Bedrohung gebannt. Die Lage blieb aber weiterhin ernst, denn Robert rebellierte und Odo förderte die verräterischen Bewegungen, die sich gegen Wilhelm richteten.
Da sich die Aufmerksamkeit 1086 notgedrungen auf England gerichtet hatte, ergab sich für Philipp eine günstige Gelegenheit, seine kriegerischen Aktivitäten in Frankreich wieder aufzunehmen. Wilhelm schiffte sich also 1086 wieder nach Frankreich ein und richtete sein Augenmerk in erster Linie auf die Verteidigung. Als im Spätsommer 1087 die Besatzung des französischen Königs von Mantes in das Évrecin einfiel und begann, die Normandie zu plündern, entschloss sich Wilhelm zur Vergeltung. Vor dem 15. August unternahm er einen Feldzug, um das Vexin, vor allem aber die Städte Mantes, Chaumont und Pontoise für die Normandie zurückzugewinnen. Der folgende Feldzug war der letzte und einer der blutigsten von Wilhelm. Er überquerte die Epte und verwüstete mit einer großen Streitmacht das Land bis nach Mantes. Als die dortigen Besatzer einen Ausfall versuchten, überraschte Wilhelm sie, worauf sie sich in die Stadt zurückzogen. Eine furchtbare Zerstörung folgte, Mantes wurde so vollständig gebrandschatzt, dass es heute kaum mehr möglich ist, Spuren von Bauten aus dem 11. Jahrhundert zu entdecken. Die Einnahme von Mantes war Wilhelms letzte militärische Handlung.

## Tod und Nachfolge

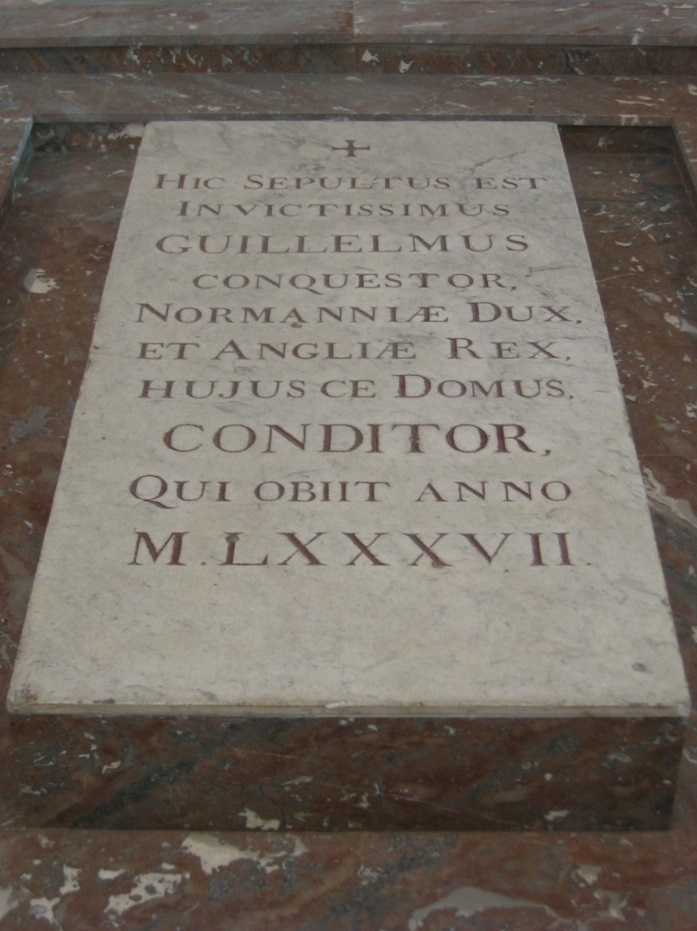
Hic sepultus est invictissimus Guillelmus conquestor Normanniae dux et Angliae rex hujusce domus conditor qui obiit anno MLXXXVII (Hier begraben ist der gänzlich unbesiegte Wilhelm der Eroberer, Herzog der Normandie und König Englands, der Begründer dieses Hauses, der im Jahre 1087 verstorben ist)

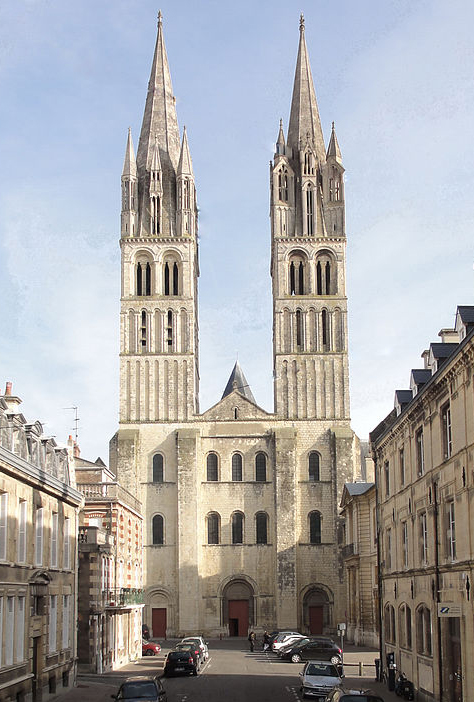
Klosterkirche Saint-Étienne in Caen

Bei dem Ritt durch die Stadt erlitt er plötzlich eine sehr schmerzhafte Erkrankung oder Verletzung, dazu gibt es einander widersprechende Überlieferungen. Er war gezwungen, unter schweren Schmerzen nach Rouen zurückzukehren. Dort nahmen Schmerzen und Krankheit von Tag zu Tag zu, Wilhelm war ans Bett gefesselt. Familie und Freunde versammelten sich um sein Bett, wobei die beiden wichtigsten Mitglieder seiner Familie immer noch fehlten, denn Robert rebellierte nach wie vor und befand sich in Gesellschaft Philipps, und Odo saß weiterhin im Gefängnis. Anwesend waren die anderen Söhne des Königs, sein Halbbruder Graf Robert von Mortain, Erzbischof Wilhelm Bonne-Ame, der Lordkanzler Gérard von Rouen, die höchsten Beamten des Hofes und viele andere.
Wilhelm starb langsam und qualvoll, konnte aber letzte Anweisungen geben, da er bis zum Schluss bei klarem Verstand war. Er fürchtete sich auch, als es dem Ende zuging, nicht sonderlich vor dem Tod, er beichtete und erhielt Absolution, danach veranlasste er eine großzügige Almosenverteilung und ließ die Geistlichen genau aufzeichnen, wem seine Geschenke zukommen sollten. Er ermahnte alle Anwesenden, auf die Erhaltung des Rechts und die Bewahrung des Glaubens zu achten, und befahl schließlich, alle Gefangenen freizulassen, mit Ausnahme des Bischofs von Bayeux. Hier trotzten ihm die Anwesenden, vor allem Robert von Mortain bat um die Freilassung seines Bruders. Sie diskutierten lange, und schließlich gab Wilhelm erschöpft nach. Die Übertragung des Reiches war von höchster Bedeutung, und Wilhelm erklärte sich mit berechtigter Bitterkeit gegen Robert Curthose; Treulosigkeit, aber auch die Unfähigkeit, ohne Ermahnungen und Aufsicht herrschen zu können, veranlassten ihn dazu. Die Feudalherren versuchten zu kitten, und schließlich erklärte er sich bereit, ihn als Herzog der Normandie einzusetzen.
Bezüglich England sah es allerdings anders aus. Den Thron dort vermachte er seinem zweiten Sohn Wilhelm II. Rufus. Da er sich der auf seinen Tod folgenden Unruhen bewusst war, sandte er an Lanfranc in England einen versiegelten Brief mit seinen Bestimmungen und ließ Wilhelm unverzüglich damit abreisen. So hatte Wilhelm bereits Wissant erreicht, als er vom Tod seines Vaters erfuhr. Seinem Sohn Heinrich dem Gelehrten hinterließ Wilhelm ein beträchtliches Vermögen (5.000 Pfund Silber), und auch er wurde sofort losgeschickt, um die Summe zu sichern. Die Trennung der Normandie von England war schon lange Philipps Hauptziel gewesen, dem Wilhelm ständig entgegengetreten war. Nun schien dieses Ziel erreicht, und der sterbende König muss es als letzte Niederlage empfunden haben. Nachdem Wilhelm seine Anweisungen getroffen hatte, empfing er die letzte Ölung und das Abendmahl vom Erzbischof von Rouen. Er starb in den frühen Morgenstunden des 9. September 1087.
Der Leichnam des Königs wurde vom Kloster Saint-Gervais nahe Rouen in die normannische Hauptstadt Caen überführt. Dort wurde dieser vom Abt von Saint-Étienne, Gislebert de Coutances, empfangen und im Prozessionszug durch die Stadt bis zur Abteikirche geleitet. Alles, was Rang und Namen hatte, nahm am Gottesdienst teil – außer den königlichen Söhnen.
Der erste normannische König von England liegt – oder besser: lag – in der Abteikirche Saint-Étienne in Caen begraben. Allerdings wurde das Grab geplündert, 1522 in den Hugenottenkriegen und erneut in der Französischen Revolution. Daher enthält es von den sterblichen Überresten Wilhelms heute nur noch einen Oberschenkelknochen – dessen Echtheit bezweifelt wird. Die heutige Grabplatte wurde im 19. Jahrhundert geschaffen.

## Domesday Book(Buch von Winchester)

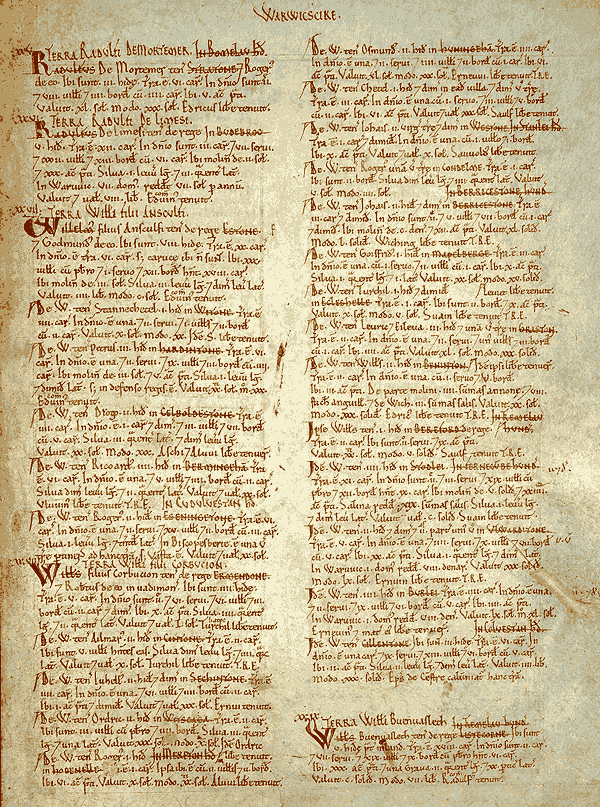
Seite des Domesday Book

Im Jahre 1085 gab Wilhelm I. auf seinem weihnachtlichen Hoftag (curia regis) in Gloucester aus Anlass seines 20-jährigen Thronjubiläums seine Entscheidung für die Erstellung einer „descriptio totius Angliae“, einer Landesbeschreibung für ganz England bekannt. Angesichts einer drohenden dänischen Invasion war die Beseitigung der vielen Unklarheiten über die Besitz- und Lastenverteilung notwendig geworden. Besonders bei der Eintreibung des Danegeldes hatten sie sich als allgemeine Bodensteuer herausgestellt. Das daraufhin erstellte Grundkataster wurde Buch von Winchester, später auch Domesday Book („Buch des Jüngsten Tags“, bezogen auf die erklärte Endgültigkeit der darin eingetragenen Grundbesitzverhältnisse) genannt. Dazu wurde das Herrschaftsgebiet südlich des Tyne in Distrikte eingeteilt, das zeitlich versetzt von zwei Gruppen königlicher Beamte als Kommissare bereist wurde, um den englischen Grundbesitz in seinem Herrschaftsgebiet ausführlich zu dokumentieren.
Alle Ländereien, Besitzer und Bewohner, Vieh und Landbesitz wurden erfasst. Anhand eines umfassenden Fragenkatalogs wurde nach dem Namen des jeweiligen Ortes gefragt, nach dessen Besitzer vor der normannischen Eroberung im Jahre 1066 und jenem zum Zeitpunkt der Befragung, nach der Größe des Ortes in Hides (mittelalterliches Flächenmaß) und der Anzahl der Pfluggespanne, die jeweils mit acht Ochsen angesetzt wurden und auf den örtlichen Bauerngütern und dem Herrenhof vorhanden waren.
Ferner wurde die Anzahl der Dörfer des betreffenden Gebietes ermittelt, die Zahl der Kötter, Knechte, freien Männer und gerichtsabhängigen Freien, der Wälder, Wiesen, Weiden, Mühlen und Fischteiche, die jeweiligen Besitzveränderungen, sowie der Gesamtwert zum Zeitpunkt der Erhebung, schließlich die Größe des Besitzes von Freien und gerichtsabhängigen Bauern vor 1066, bei Vergabe des Bodens zum Zeitpunkt der Befragung. Außerdem sollte erfragt werden, ob in den jeweiligen Gebieten mehr eingenommen werden könne, als dies zum Zeitpunkt der Befragung der Fall war.
Nach einem Dreivierteljahr wurde die Befragung 1086 abgeschlossen. Die Kürze der Zeit mag einer der Gründe dafür sein, dass sowohl für Northumberland als auch für Durham sowie mehrere Städte, einschließlich London und Winchester, keine Daten vorhanden sind. Zusammengefasst wurden die Daten in zwei Bänden, von denen der erste Band 31 Grafschaften behandelt und als „Great Domesday“ bezeichnet wird. Der zweite Band, „Little Domesday“ genannt, enthält die Daten von Essex, Norfolk und Suffolk.
Das Domesday Book diente der Sicherung von Besitztiteln und einer effektiven Abgabenerhebung. Das Vermögen der erfassten Gebiete wurde mit 72.000 Pfund veranschlagt. Als Besteuerungsgrundlage dienten die Anzahl der Pflugländereien, je nach Region in Carucatae oder Hîden gemessen. Die Gesamtanzahl der aufgeführten Hîden ist mit 32.000 angegeben, was bedeutet, dass eine Hîde mit einem Wert von etwas mehr als zwei Pfund veranschlagt wurde. Die jährlichen Abgaben betrugen zwei Shilling pro Hîde, also fünf Prozent des gesamten Landwertes.
Im Domesday Book sind mehr als 13.000 ländliche Siedlungen aufgeführt, deren Bevölkerungszahl mit 269.000 angegeben ist, wobei jedoch nur die männlichen Haushaltsvorstände berücksichtigt sind. Davon gehörten 109.000 Personen zur Gruppe der nichtadligen Landbewohner (villani), 89.000 zur Gruppe der Kleinstelleninhaber (bordarii), 28.000 zur Gruppe der Unfreien (servi) und 37.000 Personen zur Gruppe der Freien. Ausgehend von einer Haushaltsgröße von fünf Personen betrug die Größe der damaligen Landbevölkerung in etwa 1,34 Millionen. Betreffend die Städte sind die Angaben der Befragung von 1086 weniger umfassend. In den 112 Boroughs (Städte) lebten jedoch schätzungsweise 150.000 Menschen, so dass die Gesamteinwohnerzahl Englands am Ende des 11. Jahrhunderts, einschließlich der vom Domesday Book nicht erfassten Gebiete, vermutlich 2 Millionen Einwohner betragen haben dürfte.
Die Abfassung des Grundkatasters lag nicht bei den baronialen Gerichten, sondern bei den Kommissaren, die die Gemeinden bei ihren Inquisitionen heranzogen. Das Verfahren selbst war von der Normandie übernommen worden. Die Fragen der Kommissare wurden von Geschworenen beantwortet, die zu gleichen Teilen aus Normannen und Angelsachsen bestanden. Die älteren Rechtsverhältnisse blieben offenbar berücksichtigt, aber jede Gemeinde oder deren Teile wurde in einen Lehnsbezirk eingereiht. Dabei wandten die Kommissare die ihnen geläufige feudale Terminologie auf die einheitlichen angelsächsischen Verhältnisse an, so dass das Ausmaß des Rückbezugs auf die angelsächsische Rechtslage verdunkelt wurde.
Nach dem Domesday Book von 1086 war fast die Hälfte des Landesbesitzes in der Hand der Laien-Barone. Unter den mehr als 170 weltlichen Großmagnaten waren nur noch zwei angelsächsischer Herkunft, und die einheimischen Grundbesitzer besaßen nur noch acht Prozent des Bodens. Größter Grundbesitzer war der König und neben ihm die Kirche, deren einzelne Güter meist wie Ritterlehen mit öffentlicher Dienstpflicht behandelt wurden.
Darüber hinaus war der gesamte Boden als „Feod“ der obersten Lehnshoheit des Königs untergeordnet und kein Allod als unabhängiger Besitz mehr anerkannt. Da jedes Land als Lehnsbesitz und jeder Besitzer als Kronvasall oder Untervasall angesehen wurde, war die frühere personale Bindung nun durch feudale Bande ersetzt und kein Land ohne einen Herrn und kein Herr ohne einen Oberherrn außer dem König. Mit der Zeit trat die Vorstellung von freiem Land ohne daran hängende Dienstleistung zurück. Mit dem Domesday Book stand das ganze Land unter der lehnsrechtlichen Hierarchie des normannischen Systems, so dass die Lehenspyramide lückenlos vom König, als „Lord Paramount“ von England, über Kron- und Untervasallen bis zum kleinsten Bodenbesitzer reichte und keine Region ohne einen Seigneur war. Von ihm und dem Gutsbezirk und nicht von der Dorfgemeinde zogen die Beamten nunmehr den der Grafschaft auferlegten Steuerbetrag ein.
Im Ganzen war damit die geschlossenste Feudalmonarchie Westeuropas geschaffen. Wilhelm ließ sich 1086 in Salisbury angesichts eines Bündnisses von Frankreich, Norwegen und Dänemark gegen ihn einen allgemeinen Treueeid leisten, den alle Personen mit Landbesitz abzulegen hatten. Der König musste sich freilich auch selbst den Normen der Lehensverfassung beugen. Die Erblichkeit der Lehen war gesichert und eine Steigerung der Erbgebühren nicht ohne weiteres statthaft. Konfiszierte Lehen durften nicht einfach den Krondomänen zugeschlagen werden. Besonders galten die mit einem Amt verbundenen Lehen als Rechtsbestand der Magnaten-Familien und konnten nicht mit dem Krongut verschmolzen werden. Die Erblichkeit ließ adlige Dynastien entstehen, von denen zur Zeit Heinrichs I. etwa 100 Familien den Hochadel bildeten, der freilich keine genau abgrenzbaren Sonderrechte beanspruchen konnte.
In den Jahren 1274 und 1275 schickte der englische König Eduard I. je zwei Beamte zur Klärung der Besitzverhältnisse in jede Grafschaft des Königreichs. So entstanden die Hundred Rolls, eine Neuauflage des Domesday Book. Die Untersuchung deckte darüber hinaus zahlreiche Fälle von Amtsmissbrauch durch königliche Amtsträger auf, gegen die Eduard neue Strafgesetze erließ.

## Wilhelm und die Kirche
Wilhelm brachte zahlreiche fremde Geistliche nach England, die den einheimischen Klerus aus den Bistümern, Abteien und Domkapiteln verdrängten und den Bestrebungen der kirchlichen Reformpartei zuneigten. Er machte den lombardischen Juristen und Prior der Abtei Le Bec in der Normandie, Lanfranc (1010–1089), zum Erzbischof von Canterbury (1070–1089) und zu seinem ersten Berater. Nach schweren Kämpfen wurde der Zölibat für den Pfarrklerus durchgesetzt. Die Bischöfe waren mit wenigen Ausnahmen Normannen; sie mussten in den Städten residieren und waren der Aufsicht der Erzbischöfe von Canterbury und York unterstellt.
Die geistliche Gerichtsbarkeit wurde 1076 von der weltlichen getrennt; sie umfasste jedoch weite Bereiche des allgemeinen Lebens, wie das Ehe- und Erbrecht und die Strafgerichtsbarkeit bei Eidbruch, Verleumdung und Beleidigung von Priestern. Der Bischof schied aus dem Grafschaftsgericht aus, dessen Leitung er bisher zusammen mit dem Sheriff oder dem Ealdorman innehatte. Diese Trennung befreite das englische Recht zu seiner eigenständigen Entwicklung, öffnete allerdings auch die Kirche dem vordringenden Kanonischen Recht. Die großen Kirchen der sächsischen Zeit wurden allmählich durch eindrucksvolle monumentale Kirchenbauten wie Canterbury, Rochester, Exeter und Durham ersetzt; die Bildung der Zeit wurde im Wesentlichen von der neuen Geistlichkeit getragen, deren Bildung vom Kontinent geprägt war.
Wilhelm behauptete sich als unbestrittener Oberherr der englischen Kirche und behielt sich die Ernennung aller Bischöfe und Äbte vor, die er mit umfangreichen Lehen ausstattete. Zahlreiche Kirchengüter blieben dabei Ritterlehen mit öffentlicher Dienstpflicht. Wilhelm begünstigte aus eigenem Interesse die Reformpartei und war durch die Kirche nicht nur König, sondern wirklicher Herrscher. Er wahrte seine Selbständigkeit gegenüber den politischen Ansprüchen des Papsttums aus der Konstantinischen Schenkung, nach der alle Inseln der päpstlichen Oberlehnsherrlichkeit unterstehen sollten. Er zahlte die kirchlichen Abgaben wie bisher, aber als Almosen und nicht als Tribut. Päpstliche Maßnahmen oder Bullen bedurften seiner Genehmigung. Erst unter seinen Nachfolgern kam es zum offenen Konflikt.

## Sprachenvielfalt
Das normannische Französisch wurde zur Sprache der englischen Oberschicht (Adel) und Verwaltung. Die Gerichtssprache der höheren Instanzen war Latein und Französisch; der Klerus sprach Lateinisch, doch sprach die große Mehrheit der Bevölkerung weiterhin Angelsächsisch.

## Nachkommen

Stammbaum Wilhelms

Abstammung der englischen und britischen Monarchen von Wilhelm

Es gibt einige Zweifel über die Anzahl seiner Töchter; derzeit sieht die Liste seiner Kinder folgendermaßen aus:
- Robert II. Curthose (* 1054; † 1134), Herzog der Normandie

1. verlobt (die Hochzeit fand nicht statt) seit 1059 Margarete von Maine († 1063)
2. ⚭ 1100 Sibylle di Conversano († 1103)

- Adelizia (oder Alice) (* 1055; † 1065)
- Cecilia (* 1056; † 1125), Äbtissin zu Caen
- Richard (* 1057; † 1081, ungeklärter Jagdunfall mit einem Hirsch), Herzog von Bernay
- Wilhelm Rufus (* 1056; † 1100, ermordet von Walter Tirel), König von England
- Adela (* 1062; † 1137) ⚭ 1080 Graf Stephan II. von Blois und Chartres (* 1045; † 1102)
- Agatha (* 1064; † 1080), starb als Braut des Königs Alfons VI. von Kastilien (* 1037; † 1109)
- Konstanze (* 1066; † 1094) ⚭ 1086 Herzog Alain IV. Fergent von Bretagne († 1119)
- Heinrich I. Beauclerc (* 1068; † 1135), König von England

1. ⚭ 1100 Edith (Mathilde) von Schottland (* 1080; † 1118)
2. ⚭ 1121 Adeliza von Louvain (* 1103; † 1151)

## Sonstiges
- Der Teppich von Bayeux, in Frankreich „Tapisserie de la Reine Mathilde“ genannt, taucht erstmals 1476 in den Inventaren der Kathedrale der Stadt Bayeux auf. Fälschlicherweise wurde im 18. Jahrhundert angenommen, dass er Königin Mathilde, der Gemahlin Wilhelm des Eroberers, gewidmet gewesen sei. Es handelt sich um keinen Teppich im eigentlichen Sinne, sondern um eine Stickarbeit auf einer 70 Meter langen und 50 Zentimeter breiten Leinwandbahn. Doch mit Sicherheit wurde der Wandteppich von Bischof Odo von Conteville, dem Halbbruder Wilhelms, um 1077 in einer englischen Stickerei in Auftrag gegeben für den Chorraum der neuen Kathedrale in Bayeux.

- An der Stelle der Schlacht von Hastings ließ Wilhelm noch zu seinen Lebzeiten das Kloster Battle Abbey errichten, das an die Opfer der Schlacht erinnern sollte. Um das Kloster entstand nach und nach die Kleinstadt Battle. Die Überreste der Abtei dienen heute als (Freilicht-)Museum über die Schlacht von Hastings.

- 1522 wurden Wilhelms Knochen aus dem Sarg entfernt. Ihre Länge ließ darauf schließen, dass er etwa 175 cm groß gewesen sein muss. Das Grab wurde während der Französischen Revolution zerstört, so dass heute nur noch der Grabstein und ein Oberschenkelknochen im Grab erhalten sind. Der Viktorianische Historiker E. A. Freeman war der Meinung, dass der Oberschenkelknochen 1793 verloren ging.

- In seinem 1776 veröffentlichten Pamphlet Common Sense hinterfragte der englisch-amerikanische Schriftsteller Thomas Paine das Gottesgnadentum der englischen Könige mit einem sarkastischen Verweis auf die Abstammung sowie die Art und Weise der Machtergreifung Wilhelm des Eroberers: „Ein französischer Bastard, der mit einer bewaffneten Banditenschar landet und sich selbst gegen den Willen der Einheimischen zum König Englands ernennt, hat schlicht gesagt nur einen sehr schäbigen schurkischen Ursprung. Dies hat gewiss nichts Göttliches an sich.“[8]